# Emil Frey (entreprise)
Pour les articles homonymes, voir Frey et Emil Frey (homonymie).
Emil Frey est un groupe suisse d'importation et de commerce d'automobiles.

## Historique
L'entreprise est née à Zurich en 1924. Elle est le premier distributeur automobile en Suisse en 2013, avec un chiffre d'affaires de 1,45 milliard d’euros.
En 2016, le groupe PSA cède ses filiales commerciales des marques Peugeot, Citroën et DS en Hongrie et Slovénie (le 1er février), en Croatie (le 1er mars), ainsi qu’en République tchèque et en Slovaquie (le 1er juillet) au groupe Emil Frey.
Le 25 juillet 2019, la branche suisse du groupe PSA annonce avoir été vendue à Emil Frey, lors d'un achat d'actions dont le contrat a été signé quinze jours plus tôt, rendant ainsi le Groupe Emil Frey propriétaire d'Opel, DS, Citroën et Peugeot, en Suisse.
Le groupe Emil Frey s'entend avec le groupe automobile Stellantis pour reprendre la distribution des marques Abarth, Alfa Romeo, Fiat, Fiat Professional et Jeep en République tchèque, en Slovaquie et en Hongrie.
En 2022, Emil Frey et le constructeur chinois Great Wall Motors concluent un partenariat stratégique pour l'importation et la distribution des marques Ora et Wey en Europe. Les premiers modèles seront lancés fin 2022 en Allemagne.
En mars 2023, Emil Frey France, premier groupe de distribution en France, prend 35 % du groupe Kertrucks, entreprise spécialisé dans la distribution de véhicules industriels, qui emploie 900 collaborateurs. En 2022, l’entreprise avait généré un chiffre d’affaires de l’ordre de 350 millions d’euros. Le groupe suisse vise une « montée progressive » afin d’acquérir l’intégralité de la société d’ici à 5 ans au plus tard.